# Strategie der Spannung
Der Ausdruck Strategie der Spannung (englisch: strategy of tension, italienisch: strategia della tensione) bezeichnet einen Komplex aus verdeckten Maßnahmen zur Destabilisierung des gesellschaftlichen Gefüges oder Verunsicherung von Bevölkerungsteilen, einer Region oder eines Staates, ausgeführt oder gefördert durch staatliche Organe. Ursprünglich wurde der Begriff auf Vorgänge in Italien in den 1970er und 1980er Jahren bezogen. Die Thematik wird kontrovers in der Literatur diskutiert und in Zusammenhang mit Verschwörungstheorien zu Terroranschlägen besprochen.

## Begriff
Der Begriff strategy of tension wurde erstmals 1969 in einem Artikel des Observer verwendet, in dem verdeckte Operationen des italienischen Staates dargestellt wurden.

## Anwendungen

### Italien
Bekanntheit erlangte der Bedeutungszusammenhang „Strategie der Spannung“ 1990 in der politischen und juristischen Aufarbeitung der terroristischen Verbrechen in Italien zwischen 1969 und 1984. In den "Bleiernen Jahren" (Anni di piombo) wurden zahlreiche Terroranschläge unter „falscher Flagge“ von italienischen Geheimdiensten, Rechtsextremisten und der Geheimloge Propaganda Due (P2) verübt, um ein Szenario der scheinbaren konstanten Bedrohung durch politischen Linke, insbesondere die Kommunistische Partei Italiens, zu inszenieren.
Die Bezeichnung wird auch für Handlungsweisen von Terroristen zur Verschärfung der Spannungen innerhalb der Bevölkerung oder zur Destabilisierung der Staatsmacht verwendet.

### Südafrika
Südafrikanischen (weißen) Sicherheitsdiensten nahestehende Kräfte verübten in den 1980er und 1990er Jahren Terroranschläge gegen und Morde an Zivilisten, die der schwarzen Widerstandsbewegung African National Congress (ANC) angelastet wurden, um deren Ansehen zu schädigen und somit deren Einfluss zu unterminieren. Der ANC dementierte, dass er für die Anschläge verantwortlich sei. Er führte an, dass für die Taten eine dritte Kraft (Third Force) verantwortlich sei, was nach dem Ende der Apartheid bestätigt wurde. Da zur Zeit der Anschläge eine Beteiligung von regierungsnahen, weißen Kräften an den Terroranschlägen unvorstellbar war, litt das Ansehen des ANC unter der weißen Bevölkerung, wie von den Urhebern beabsichtigt. Die weiße Minderheitsregierung erhoffte sich die Stärkung ihrer Autorität und die Unterstützung seitens der weißen Bevölkerung. Zudem wurden, unter anderem durch Waffenlieferungen, gewaltsame Konflikte unter schwarzen Bevölkerungsgruppen geschürt, die mehrere tausend Opfer forderten.